# Аниме о три мускетара
Аниме о три мускетара (јап. アニメ三銃士, Anime San Jūshi) је јапанска анимирана серија базирана на мускетарима из романа Александра Диме. Емитовала се од 9. октобра 1987, до 17. фебруара 1989. године на каналу НХК, са укупно 52 епизоде. Наставак серије одрађен је у виду филма под називом „Аниме о три мускетара: Арамисина авантура“ (јап. アニメ三銃士 アラミスの冒険, Anime San Jūshi: Aramisu no Bōken).

## Синопсис
Аниме прати радњу романа на коме је базиран, али садржи пар већих измена.
Д'Артањан напушта свој родни град у Гаскоњи и одлази у Париз како би постао део мускетара у краљевској гарди. Међутим, одмах започиње борбу са Атосом, Портосом и Арамис. Борбу прекида краљевска стража која објављује да су двобоји забрањени. Д'Артањан, Атос, Портос и Арамис постају пријатељи, уз мото: „Сви за једног, један за све.“

## Музика
Серија има једну уводну и две одјавне шпице. Уводна песма, Yume Bouken, коју је отпевала Сакај Норико користи се и у филму. Обе одјавне песме, Pledge Heart (Seiyaku) и Taiyou no Halation, отпевале су Широјама Микако и Чихару Хајаши из бенда PumpKin.